# Traviata '53
Traviata '53 è un film del 1953 diretto da Vittorio Cottafavi.

## Trama
Milano. Margherita, una donna dell'alta società, si innamora di Carlo Rivelli, un ingegnere biellese appena arrivato in città. Il loro amore, però, è osteggiato dal Commendator Cesati, che in passato aveva avuto una relazione con Margherita. Questi ricatta la donna, minacciando di indurre le banche a bloccare i crediti a Carlo nel caso in cui ella continui a frequentarlo. Margherita cede al ricatto e lascia andare Carlo, che non sospetta il sacrificio della sua amante, ritorna a Biella e sposa una ex fidanzata che aveva ripreso a frequentare. Dopo qualche anno, Carlo riceve un telegramma in cui viene invitato a recarsi d'urgenza presso un sanatorio, al capezzale di Margherita gravemente ammalata. Quando arriva in ospedale, Margherita è morta: dopo aver rinunciato alla sua relazione con Carlo, aveva abbandonato anche il Commendatore, rimanendo nella più squallida miseria fino ad ammalarsi.

## Produzione
Ascrivibile al filone dei melodrammi sentimentali, comunemente detto strappalacrime (in seguito ribattezzato dalla critica con il termine neorealismo d'appendice), molto in voga in quegli anni tra il pubblico italiano, il film riprende la trama de La signora delle camelie di Alexandre Dumas figlio e, di riflesso, quella della derivata opera lirica La traviata di Giuseppe Verdi.

## Distribuzione
Il film venne distribuito nel circuito cinematografico italiano il 7 ottobre del 1953.
Venne in seguito distribuito anche in Francia con il titolo Fille d'amour (15 novembre 1953) dove, all'epoca della sua uscita, venne vietata la visione ai minori di 16 anni, Germania Ovest (4 gennaio 1954), Portogallo (31 marzo 1955) e Finlandia (27 maggio 1955).

## Curiosità
- In questo film, Eduardo De Filippo è stato doppiato da Giulio Panicali, che doppia pure il personaggio interpretato da Adolfo Geri.